# Pinus nelsoni
Pinus nelsoni é uma espécie de conífera da família Pinaceae.
Apenas pode ser encontrada no México.
Está ameaçada por perda de habitat.